# Love Happens
Love Happens es una película de 2009 romántica-dramática, escrita y dirigida por Brandon Camp y protagonizada por Aaron Eckhart y Jennifer Aniston. Fue lanzada el 18 de septiembre de 2009.

## Trama
Burke Ryan (Aaron Eckhart), es un exitoso doctor y autor de un libro de autoayuda que da consejos sobre como lidiar con la pérdida de un ser querido. Escribe el libro después de que su esposa muriera en un accidente de auto como manera de lidiar el dolor. Tras hacer un taller en Seattle, de donde era su esposa, conoce a Eloise (Jennifer Aniston), una mujer que trabaja como florista. Parece de todas formas que Burke no ha seguido su propio consejo, y de hecho no ha estado lidiando con la pérdida de su esposa. Al final, confiesa a la audiencia que la persona que estaba conduciendo el auto era él y no su esposa, como anteriormente había dicho. Debido a esto, se culpa a sí mismo por la muerte de ella. Eloise, junto con el padre de su esposa (Martin Sheen), ayuda a Burke con el pasado de la muerte de su esposa.

## Reparto
- Aaron Eckhart como Burke Ryan, doctor, un viudo con un libro de autoayuda.[2]
- Jennifer Aniston como Eloise, una florista.[2]
- Frances Conroy como la madre de Eloise.
- Martin Sheen como el suegro de Burke.[2]
- Judy Greer como Marty, la empleada de Eloise y amiga.[2]
- Dan Fogler como Lane, el mánager de Burke.[2]
- Joe Anderson como Tyler, el novio músico de Eloise.[2]
- John Carroll Lynch como Walter, uno de los asistentes del seminario.[2]
- Darla Vandenbossche como Beehive.[3]
- Panou como el ejecutivo de Unicom #3.[2]

## Banda sonora
La banda sonora fue lanzada por Relativity Media. 
1. The Time of Times – Badly Drawn Boy (3:17)
2. Dream – Priscilla Ahn (3:31)
3. Lake Michigan – Rogue Wave (5:01)
4. Fresh Feeling – Eels (3:38)
5. We Will Become Silhouettes – The Postal Service (4:59)
6. Your Hand In Mine – Explosions in the Sky (4:08)
7. Have A Little Faith in Me – John Hiatt (4:01)
8. IO (This Time Around) – Helen Stellar (5:05)
9. Everyday – Rogue Wave (3:38)
10. Little Wing - Christopher Young (6:02)
11. Love Happens - Christopher Young (3:22)

La-La Land Records más tarde lanzó un álbum de Christopther Young.
1. Love Happens (3:18)
2. Kaleidoscope Christmas (2:18)
3. A World In The Three Colors (2:18)
4. It’s MMM... Good (1:48)
5. Crystal Flowers (2:12)
6. Walk The Talk (1:30)
7. Around Or Through? (3:55)
8. Past Isn't (3:34)
9. Joy Within Each Thought (1:56)
10. Groove E (1:31)
11. Each Decorated Ditch (2:43)
12. Vodka Logic (3:41)
13. Mind Noise (4:20)
14. Cinnamon Life (2:44)
15. We’re A-OK (2:44)
16. Love Happened (6:02)
17. Baggage Blister Hoedown (1:53)
18. A Consonant Cry (3:04)
19. A Dissonant Discourse (2:57)
20. Why The Hell Am I In Heaven? (2:38)
21. Not Really Postlude (3:18)
22. Freud Who? (1:52)
23. Fast Toward The Eye (Of Lorelei) (3:49)

Las canciones 17-23 son extras.

## Producción
Durante el desarrollo, la película fue conocida como Bran New Day y Traveling.
La película toma lugar en Seattle (Washington), y fue filmado en Seattle y Vancouver (Columbia Británica).
El 15 de septiembre de 2009, una demanda fue presentada por dos escritores alegando que la premisa de la película fue robada de ellos, buscando una orden judicial contra su lanzamiento o que se adjudiquen beneficios futuros en la película, que se estimó a $100,000,000.

## Recepción
Rotten Tomatoes informó que el 17% de los críticos dio positivos comentarios basado en 65 comentarios con una puntuación de 3,9/10. Otro crítico, Metacritic, que asigna una clasificación de críticos, dio a la película una, "generalmente desfavorable", puntuación de 33% basado en 25 críticas.
En su semana de estreno, la película abrió en el número 4 detrás de I Can Do Bad All By Myself, The Informant!, y Cloudy with a Chance of Meatballs respectivamente con $8,057,010.